# Инцидент с Boeing 777 над Брумфилдом
Инцидент с Boeing 777 над Брумфилдом — авиационная авария, произошедшая 20 февраля 2021 года. Авиалайнер Boeing 777-222 американской авиакомпании United Airlines, выполнявший внутренний рейс UA328 по маршруту Денвер — Гонолулу, совершил аварийную посадку в аэропорту вылета из-за взрыва двигателя № 2 (правого) через 4 минуты после взлёта. В результате взрыва была повреждена обшивка самолёта. Обломки двигателя упали на жилой район, был повреждён автомобиль, но на земле никто не пострадал. Никто из находившихся на борту самолёта 241 человека (231 пассажир и 10 членов экипажа) также не пострадал.
После аварии компания «Boeing» порекомендовала авиакомпаниям остановить эксплуатацию самолётов с двигателями Pratt & Whitney PW4000, который был установлен на пострадавшем самолёте.

## Сведения о рейсе 328

### Самолёт
Рейс UA328 выполнял Boeing 777-222 (регистрационный номер N772UA, заводской 26930, серийный 005), который был выпущен в 1994 году (первый полёт совершил 19 ноября) и передан авиакомпании United Airlines 29 сентября 1995 года. Вмещал 364 пассажира, имея конфигурацию 28 кресел в бизнес-классе и 336 в эконом-классе; до апреля 2017 года имел конфигурацию 32 пассажира в бизнес-классе и 312 в эконом-классе. Оснащён двумя турбовентиляторными двигателями Pratt & Whitney PW4077.

### Экипаж
- Командир воздушного судна (КВС) — 60-летний Марк Стивенсон (англ. Mark Stephenson). Пилот-ветеран, в авиакомпании United Airlines проработал 31 год (с 1990 года). Управлял самолётами Boeing 737, Boeing 747, Boeing 757 и Boeing 767. Налетал 28 062 часа, 414 из них на Boeing 777[15].
- Второй пилот — 54-летний Майкл Девор (англ. Michael DeVore). Очень опытный пилот, в авиакомпании United Airlines проработал 22 года (с 1999 года). Управлял самолётом Boeing 747. Налетал 18 612 часов, 355 из них на Boeing 777[15].

На борту самолёта находились 10 членов экипажа и 231 пассажир. Среди них раненых и погибших нет.

## Хронология событий
Примерно в 13:04 по местному времени рейс UA328 вылетел из аэропорта Денвера с ВПП № 26, пилотирование осуществлял КВС.
Через 4 минуты после взлёта на высоте 12 500 футов (3810 метров) на скорости 280 узлов (518 км/ч) экипаж повысил тягу двигателей, чтобы снизить воздействие последующей турбулентности. Сразу после этого был зафиксирован громкий взрыв в двигателе № 2 (правом). Обломки двигателя упали во дворы частных домов, повредив крыши и автомобиль.
Экипаж отключил взорвавшийся двигатель, через некоторое время сработала сигнализация о пожаре в двигателе.
В диспетчерскую поступила информация об аварийной ситуации и намерениях экипажа рейса 328 вернуться в аэропорт вылета.
Пилоты начали выполнение чек-листов, в том числе использовали систему тушения двигателя в полёте, однако сигнализация о пожаре работала до выхода на посадку. Для безопасности и экономии времени экипаж не сбрасывал авиатопливо.
В 13:28 по местному времени рейс UA328 совершил успешную посадку в аэропорту Денвера на ВПП № 26.
Наземные службы начали заливать водой взорвавшийся двигатель. Была зафиксирована вспышка огня, которая быстро была потушена.
После того, как наземные службы убедились в полной ликвидации пожара, самолёт был отбуксирован с ВПП.
Пассажиры и экипаж покинули самолёт через трап и были доставлены в аэропорт на автобусах.

## Реакция
После аварии рейса 328 компания «Boeing» выдвинула рекомендацию остановить эксплуатацию самолётов Boeing 777, оснащённых двигателями Pratt & Whitney PW4000-112. На момент аварии в мире эксплуатировалось 69 самолётов с этим типом двигателей, ещё 59 находились на хранении. Авиакомпания United Airlines объявила о том, что немедленно прекратит эксплуатацию 24 самолётов с этим типом двигателей. Министерство транспорта Японии приказало авиакомпаниям Japan Airlines и All Nippon Airways прекратить эксплуатацию своих самолётов этого типа (13 у Japan Airlines и 19 у All Nippon Airways).
Власти Великобритании также запретили полёты Boeing 777 с двигателями Pratt & Whitney PW4000-112 на территории королевства. В апреле 2021 года запрет был снят.
Росавиация отметила, что среди российских авиакомпаний нет эксплуатантов Boeing 777 с этим типом двигателей.
Boeing 777 с этим типом двигателей помимо выше перечисленных авиакомпаний имеются в авиапарках Korean Air, Asiana Airlines и Jin Air.
Два пассажира, летевшие этим рейсом, подали в суд на United Airlines за моральный ущерб после аварии. Сама авиакомпания никак не прокомментировала иск. Пассажиры потребовали 50 000 долларов в качестве компенсации.
21 апреля 2021 года United Airlines объявила о возобновлении полётов Boeing 777 с двигателями Pratt & Whitney PW4000-112 в ближайшем будущем.
Авиакомпания Japan Airlines напротив, заявила о выведении из эксплуатации всех самолётов Boeing 777 с этим типом двигателей.

## Расследование
Расследованием причин аварии рейса UA328 занялось Федеральное управление гражданской авиации США. Также к расследованию присоединились:
- компания «Boeing» (производитель самолёта),
- компания «Pratt & Whitney» (производитель двигателей),
- авиакомпания United Airlines (эксплуатант самолёта),
- Международная ассоциация пилотов,
- Международное братство перевозчиков[17].

В течение нескольких дней эксперты Федерального управления гражданской авиации собирали обломки двигателя № 2 на земле, было собрано большинство обломков. Оба бортовых самописца (речевой и параметрический) были отправлены в лабораторию в Вашингтоне для расшифровки.
23 февраля 2021 года Федеральное управление гражданской авиации США выдвинула рекомендацию для авиакомпаний-эксплуатантов самолётов с двигателем Pratt & Whitney PW4000-112 произвести проверку на наличие дефектов двигателей.
Предварительной причиной аварии была названа усталость металла на одной из лопастей двигателя № 2. Расследование продолжается.